# Переулок Достоевского
Переу́лок Достое́вского — улица в центре Москвы в Тверском районе между Селезневской улицей и улицей Достоевского.

## Происхождение названия
Первоначально назывался 1-й Мариинский переулок, так как выходил к Мариинской больнице для бедных, построенной в 1804—1807 годах и находившейся в ведомстве императрицы Марии Фёдоровны, матери Александра I. В 1922 году переименован в переулок Достоевского в память о писателе Ф. М. Достоевском (1821—1881), родившемся в Мариинской больнице, где жил и работал его отец.

## Описание
Переулок Достоевского начинается от угла Селезнёвской и Новосущёвской, здесь же слева от него отходит переулок Чернышевского, далее проходит на северо-восток до улицы Достоевского.

## Транспорт
По переулку осуществляется трамвайное движение. В настоящее время работают трамвайные маршруты №№ 7, 50, также осуществляются нулевые рейсы маршрута № 9.